# Municipio de Pittsfield (Pensilvania)
El municipio de Pittsfield (en inglés: Pittsfield Township) es un municipio ubicado en el condado de Warren en el estado estadounidense de Pensilvania. En el año 2000 tenía una población de 1,519 habitantes y una densidad poblacional de 11 personas por km².

## Geografía
El municipio de Pittsfield se encuentra ubicado en las coordenadas 41°52′36″N 79°22′28″O / 41.87667, -79.37444.

## Demografía
Según la Oficina del Censo en 2000 los ingresos medios por hogar en la localidad eran de $37,313 y los ingresos medios por familia eran $41,023. Los hombres tenían unos ingresos medios de $32,679 frente a los $22,098 para las mujeres. La renta per cápita para la localidad era de $15,661. Alrededor del 11,9% de la población estaban por debajo del umbral de pobreza.